# Монастир святого Миколая (Малий Березний)
Свято-миколаївський монастир — монастир, який розташований у селі Малий Березний, стоїть над долиною річки Уж, на схилі гори Ділок, що за 40 км на північ від Ужгорода. З 2 березня 2009 року тут розміщений осідок василіянської Провінції св. Миколая на Закарпатті — Срібній Землі.

## Заснування та перші роки
Початки історії монастиря слід шукати у Середньовіччі, коли цими теренами Русі проходив жвавий шлях із Галичини на Закарпаття через Ужоцький перевал. Часто ходили вказаною дорогою і монахи, які прямували «на Угри» за богослужбовим вином. Відтак хтось із галицьких ченців, згідно з усною традицією, осів біля Ділка, заклавши основи для майбутнього монастиря. А те, що були вони для закарпатців не чужинцями, яскраво засвідчують твори малоберезнянського та мукачівського настоятеля о. Йоаникія Базиловича ЧСВВ, а також о. Олександра Духновича — уродженця недалекого села Тополя, що тепер знаходиться на Словаччині. «Русини зі словаками, болгарами і сербами перед приходом семи скіфських вождів заселяли частини Паннонії; це ті ж самі русини, що з сімома вождями із Волині і Галичини у Паннонію увійшли», — писав перший із них і повторював другий. Такої ж думки дотримувався і виходець із Закарпаття, академік та директор Одеського рішельєвського ліцею Іван Орлай. Не тільки галичани жваво цікавилися цим краєм, але й жителі Срібної Землі — приміром, Мукачівський літопис містить багато повідомлень з історії різних земель України. 
Свідченням ранніх етапів існування обителі у Малому Березному є збережена завдяки о. Борису Краснобродському монастирська печатка з викарбуваним на ній 1435 роком. Н. Клин також згадує про те, що монастир розбудовували у 1580–1634 роках, а Г. Симочко подає, що його заснували у 1636 році. Інформацію про заснування обителі у середині XVII століття знаходимо і в гаслі, присвяченому Малому Березному в «Енциклопедії українознавства». Одначе усі ці твердження потребують додаткової перевірки джерелами. 
Збереглася й легенда, за якою граф Гомонай, власник Ужгородської домінії, що включала також Малий Березний, запланував збудувати на місці теперішнього монастиря господарські будівлі. А оскільки там колись був сільський цвинтар, то під час копання фундаментів робітники виявили нетлінне тіло багато вдягненої дівчини «выше памяти человъческой погребенное». Гомонаї відмовилися від свого задуму і звеліли звести капличку, в якій місцевий парох подеколи відправляв Службу Божу. Далі легенда знову повертає нас до галицького монаха, який осів у Малому Березному, оскільки «мъста сего приемность обяла и издержала». Він облаштував собі келію, служив у каплиці і навчав хлопців грамоти. А після його смерті це місце зайняв інший чернець. 

## Розбудова монастиря
У 1733 році Малоберезнянська обитель увійшла до складу новоутвореної василіанської провінції св. Миколая на Закарпатті на чолі з мукачівським ігуменом о. Григорієм Булком. Ченці із Мукачевого поповнили список мешканців Святомиколаївського монастиря, який добудували у 1742 році. При монастирі було збудовано «прекрасную церковъ», в якій іконостасна різьба: позолота та «калтованіє» зроблено за прикладом найвідоміших монастирів. Домінія графа Гомонай дарувала монахам десятину з найближчого товариства Мирча. 
У 1752 році на пагорбі біля монастиря у Малому Березному збудували храм та капличку — вірних на молитви в обителі збиралося усе більше. Зрештою, у 1760 році малоберезнянський ігумен Герман Ториський-Хватала добудував ще одне крило монастиря: було 20 келій для 12 ченців. У 1764 році монастирську церкву прикрасили іконостасом роботи майстра із Пряшева — чеха за походженням, якому допомагали різьбярі Юрій Плебанович та Тирон Франц із Гуменного, а також стропківський різьбяр Мартин Духновський. 

## Персоналії
У 1747 році знайшов місце вічного спочинку титулярний єпископ агненський і єпископ мукачівський Юрій Гаврило Блажовський, ЧСВВ (1738 — 20 грудня 1742). Його відновлена після радянських нищень могила розташована на монастирському кладовищі, навпроти входу до церкви. Владика, окрім усього іншого, відзначився ще й тим, що намагався усіляко покращити долю бідного духовенства. Наступник Ю. Г. Блажовського на мукачівській єпископській катедрі Михайло Ольшавський, ЧСВВ (1743–1767) пам'ятний своїми стараннями для розвитку шкільництва на Закарпатті й прагненнями до звільнення греко-католицької єпархії від «опіки» Єгерської латинської дієцезії. Також він залишив по собі переписку з малоберезнянським ігуменом Гедеоном Пазином та маріяповчанським ігуменом Йоаникієм Скрипком, опубліковану у 1934 році у Жовкві. 
Окремою сторінкою минувшини обителі є ігуменство о. Йоаникія Базиловича, ЧСВВ (1742–1821 рр.). Цей уродженець села Гливище Ужанського комітату, сучасна Словаччина, і один із перших істориків Срібної землі згаданий як малоберезнянський ігумен у 1782 році, саме у такому статусі він відвідував княжий монастир у Лаврові, де черпав джерела до своїх ґрунтовних історичних праць. 
До розквіту монастиря у Малому Березному доклався і мукачівський єпископ Андрій Бачинський (1732–1809 рр.). Єрарх славний тим, що сприяв культурному пробудженню Карпатської України і прагнув до об'єднання Закарпаття і Галичини в одну церковну провінцію. Він же у 1806 році проголосив Малоберезнянський монастир відпустовим місцем. А 11 червня того ж року право вічних повних відпустів на празники св. Миколая і Святої Трійці для обителі надав папа Пій VII. У ті часи ігуменом у Малому Березному був о. Манасій Андрійкович, а у монастирі перебувало дев'ятеро монахів. 
Із 11 червня 1858 року до 1861 року ігуменом у Малоберезнянському монастирі був о. Володимир (Іполит) Терлецький — уродженець села Волиця Дубиська, теперішня Волиця Красилівського району Хмельницької області. Він навчався у Кременецькому ліцеї, Віденському університеті, а постриг прийняв на Чернечій горі у Мукачеві. Ігумен товаришував із о. Олександром Духновичем і наприкінці 1858 року у його супроводі вперше їздив у Галичину збирати пожертви на Малоберезнянську обитель. У 1861 рік отця Іполита призначили магістром новіціату у монастирі в Красному Броді. «Однак за причетність до обрядового „пуристського“ руху за очищення східного обряду від латинських нашарувань о. І. Терлецького 1872 року було вислано за межі Австро-Угорщини», — зазначає Володимир Фенич. Чернець виїхав у Київ, у Михайлівський монастир. Згодом він став духівником родини Демидових. 
А в Малому Березному у 1861 році новий ігумен, Іриней Зелнія, перебудував церкву і монастир. Звели й каплицю на честь Пресвятої Діви Марії Люрдської. Ще одну каплицю, на честь св. Томи, збудував у 1896 році ігумен Аркадій Пасторій на горі Вильниця. До неї у Томину неділю збиралися на відпуст вірники з багатьох сіл. На початку ХХ століття неподалік в'їзду до обителі з ініціативи місцевої жительки Анни Козак звели капличку над джерелом. Жінка зробила таку пожертву Богові заради здоров'я своєї доньки, яка нездужала на ноги. Анна продала часину поля, пішла пішки до монастиря у Маріяповчі (Угорщина), принесла звідти копію чудотворної ікони, встановила її у згаданій каплиці і приводила до неї дитину молитися. Дівчинка одужала, а місце люди назвали «каплицею на здоров'я». 

## Монастир за часів реформи василіанського чину
У 1911 році здійснили капітальний ремонт монастирської церкви, тоді ж монастир обгородили кам'яним муром. А вже у 1921 році на Закарпатті почалася реформа василіанського чину, до якої монастир у Малому Березному долучився у 1924 році. Першим реформованим василіянином тут став блаженний Павло Ґойдич, ЧСВВ (17 липня 1888 — 17 липня 1960 рр.) — єпископ Пряшівської єпархії (1927–1960 рр.). Першим же реформованим ігуменом з 1928 року був о. Онуфрій Бурдяк, ЧСВВ. З 1932 року усі монастирі Закарпаття об'єднали у реформовану Провінцію св. Миколая. Зреформовані монастирі в Мукачеві, Ужгороді, Малім Березнім, Імстичеві й Хуст-Бороняві, як відзначив о. Атанасій Пекар, ЧСВВ, розквітли, завдяки новим покликанням до чернечого життя. 
Оновлені василіяни, обійнявши Малоберезнянську обитель, розгорнули у ній активну працю на Зіслання Святого Духа та інші літні празники, писав єромонах Михайло Ваврик, ЧСВВ. Так, у 1929 році на відпуст тут зібралося приблизно 20000 паломників. З квітня 1932 року монастирський храм розмальовував художник Йосиф Бокшай (2 жовтня 1891 — 19 жовтня 1975) — автор розписів у греко-католицькому соборі та єпископській каплиці в Ужгороді, церкви в Ужгородському василіанському монастирі.
«До того, аби монастирська церква у Малому Березному була розмальована цим художником, найбільше спричинилися такі ченці-василіяни як о. Полікарп Булик, ЧСВВ — тодішній новопризначений настоятель Малоберезнянського монастиря, а також о. Онуфрій Бурдяк, ЧСВВ, який був настоятелем цього монастиря до призначення о. П. Булика. Посвячення вже розмальованої церкви відбулося 21 вересня 1931 року (за іншими даними 1932-го року) на свято Різдва Пресвятої Богородиці, яке здійснив тодішній єпископ Мукачівський Преосвященний Олександр Стойка (1890 — 31 травня 1943). В той день єпископ Олександр наділив пресвітерські свячення диякону Христофору Гафриїлу Миськіву (19 травня 1905 — 7 червня 1973), ЧСВВ», — подає о. Франціск Онисько, ЧСВВ.
У 1933-34 рр. стараннями о. Христофора Миськіва значних масштабів в Ужанській долині набуло Апостольство молитви. 

## Навчання при монастирі
З 1928 року у монастирі діяли чернечі студії: гімназійні (схоластичні), а згодом філософські. «Порядок дня схоластиків був схожий з новиками, але акцент робився на вивчення мов і інших предметів. Щодня до обіду: хор, вправи пам'яті, грецька та латинська мови; після обіду — в понеділок, середу і п'ятницю — руська та німецькі мови та задачі (понеділок і середа — латинь, п'ятниця — німецька мова); вівторок і четвер — прогулянки та духовні читання», — цитує архівні документи сучасний дослідник із Закарпаття В. Кічера. 
Після того, як у 1932 році чехословацька влада заборонила василіанам-українцям із Закарпаття здобувати освіту в Галичині, у Малому Березному гуманістики навчалися п'ятеро студентів, а філософії — шестеро. Організацію цього процесу доручили о. Степану Решетилу. А отець Христофор Миськів керував початковими студіями. «Святіший Отець подарував на цю справу 25000 лір. А Др. Вінтер з м. Оломоуц (теперішня Чехія), пожертвував на „Дім Студій“ аскетичну та богословську бібліотеку. Навчання розпочалося у Малоберезнянському монастирі 27 жовтня 1928 року. В цей час настоятелем був о. Степан Решетило, ЧСВВ, а серед професорів згадуються такі ченці-василіяни як о. Микола Дудаш і о. Йосиф Мартинець», — пише о. Франціск Онисько.
Навчання тривало два роки: гуманістику продовжували вивчати у Мукачівському монастирі, а богослов'я — в Ужгородському. Коли ж восени 1938 року Угорщина захопила південну частину Закарпаття, то у Малий Березний з Ужгорода перенесли також богословські студії. Але справжню руїну принесла Срібній землі угорська окупація 1939 року, коли василіян — уродженців Галичини та Східної Словаччини насильно змушували виїжджати, а місцевих — ув'язнювали. Керівництво майже всіма монастирями Закарпаття тоді передали мадярським василіянам. Апостольська столиця на прохання Головного Чину отців-василіян у Римі 19 жовтня 1940 року розпорядилася закріпити за закарпатськими василіянами монастирі у Бороняві, Імстичовому, Малому Березному, Мукачевому та Ужгороді, а за угорськими — у Маріяповчі, Гайдудорозі та Дейді біля Берегового. Та вже 25 листопада вона об'єднала усі монастирі окупованого Закарпаття в одну «Провінцію Василіянського Чину св. Йосафата в Угорщині». Очолив її угорець Леонтій Долгої. Через опір мадяризації арештували багатьох ченців-українців. У січні 1941 року така доля спіткала малоберезнянського ігумена о. Йосифа Завадяка (23 лютого 1911 — 4 грудня 1958) — згодом таємного греко-католицького єпископа на Закарпатті і мученика за віру. На його місце поставили о. Сабова. За ув'язнених ченців заступився владика Олександр Стойка. І тільки навесні 1943 року за наполяганнями Головного Чину отців-василіян у Римі протоігуменом закарпатських василіан призначили мукачівського настоятеля А. Мондика. У Малому Березному ігуменом став о. Микола Шепа. 

## Монастир за часів радянської влади
Восени 1944 року Закарпаття зайняли уже радянські війська, а в 1947 році усі монастирі ЧСВВ насильно ліквідували. Монахи були ув'язнені, зокрема, останній Малоберезнянський ігумен о. Микола Шепа — на 10 років. Також частина ченців змушена була виїхати закордон, а інші, як о. Борис Краснобродський (5 вересня 1915 — 3 травня 2003) та о. Мелетій Малинич (11 жовтня 1911 — 1 листопада 2003), — піти у підпілля. У 1948 році приміщення монастиря передали Ужгородському університету, церкву перетворили у спортзал. У лютому 1958 року в обителі відкрили школу-інтернат для розумово відсталих дітей, а в храмі розмістили склад, понищивши розписи. У 1973 році при будівлях монастиря звели новий корпус інтернату. 
Та, не зважаючи на репресії, церква жила підпільно. Один із домашніх храмів діяв удома в Анни Шіпош, де берегли знайдений цією господинею, Єлизаветою Шіпош та Анною Пінцак, образ Матері Божої зі зруйнованої комуністами каплиці св. Томи на Вильниці. Жінки побачили образ у річці Тові, коли прийшли туди прати одяг. Святиню оновив місцевий художник Юрій Бабінець. Служби Божі, а у травні — ще й молебні до Пресвятої Богородиці, у загаданій домашній церкві служив о. Борис Краснобродський. 

## Відродження монастиря
Питання про відродження монастиря постало уже у 1989 році. Спершу служби для греко-католицької громади відправляли у каплиці на горі, а на свято Преображення Господнього у 1990 році о. Борис Краснобродський вперше після десятиліть переслідувань публічно відслужив Божественну Літургію в обителі. У 1991 році було зареєстровано громаду, парохом у якій також став о. Борис Краснобродський. У 1993 році ігуменом у Малому Березному призначений о. Павло Райчинець, ЧСВВ, який мешкав із двома братами спершу у маленькому будинку біля монастиря, а з 1994 року — уже в чотирьох кімнатах монастирського корпусу. 24 липня 1994 року ченцям повернули північне крило монастиря, а наступного року у Міністерстві України у справах національностей, міграції та культів зареєстровано й саму обитель. Також у 1995 році у Малому Березному відкрили новіціят, першим магістром якого став о. Павло Мадяр, ЧСВВ (21 лютого 1923 — 28 листопада 1996), другим — о. Борис Краснобродський, ЧСВВ. Увесь комплекс монастиря Чину повернули тільки у 1997 році. Відтак протягом 1997–2003 рр. різьбяр і художник Йосиф Волосянський створив іконостас для монастирської церкви. Оскільки унікальні розписи Йосифа Бокшая були безповоротно втрачені, наново храм розмалював художник М. Приймич. 
У 1998 році ігумен обителі у Малому Березному о. Павло Райчинець та єромонахи Борис Краснобродський і Мелетій Малинич перейняли чудотворну ікону Матері Божої — «Мукачівської Заступниці» — у вірників, які берегли її в часи радянських переслідувань. Святиню перенесли у Малий Березний, де вона перебувала до 16 липня 2009 року. Тоді ікону перенесли до Мукачівського монастиря св. Миколая, а в Малому Березному залишається її копія. 2-4 лютого у Малоберезнянському монастирі відбулася капітула відновленої Провінції св. Миколая, де обрали першого протоігумена — місцевого ігумена о. Павла Райчинця. Осідком протоігумена монастир став згідно з Декретом Протоархимандрита ЧСВВ від 2 березня 2009 року. 
Окрім щоденних і святкових служб в обителі, що є провінційним осідком, в останню неділю кожного місяця відбуваються хресні дороги: о 15.00 у зимовий час у церкві та о 16.00 улітку по Чернечій горі. Найбільший відпуст тут відбувається на свято Зіслання Святого Духа, а на свято Преображення Господнього у Малому Березному традиційно проходить зліт християнської молоді. 
На даний час василіянський монастир в Малому Березному є одним з найбільших чернечих осідків Мукачівської греко-католицької єпархії не лише в Ужанській долині, але й у цілому Закарпатському краї і, водночас, осідком Провінції Святого Миколая, що об'єднує усі василіянські монастирі на Закарпатті. 

## Галерея

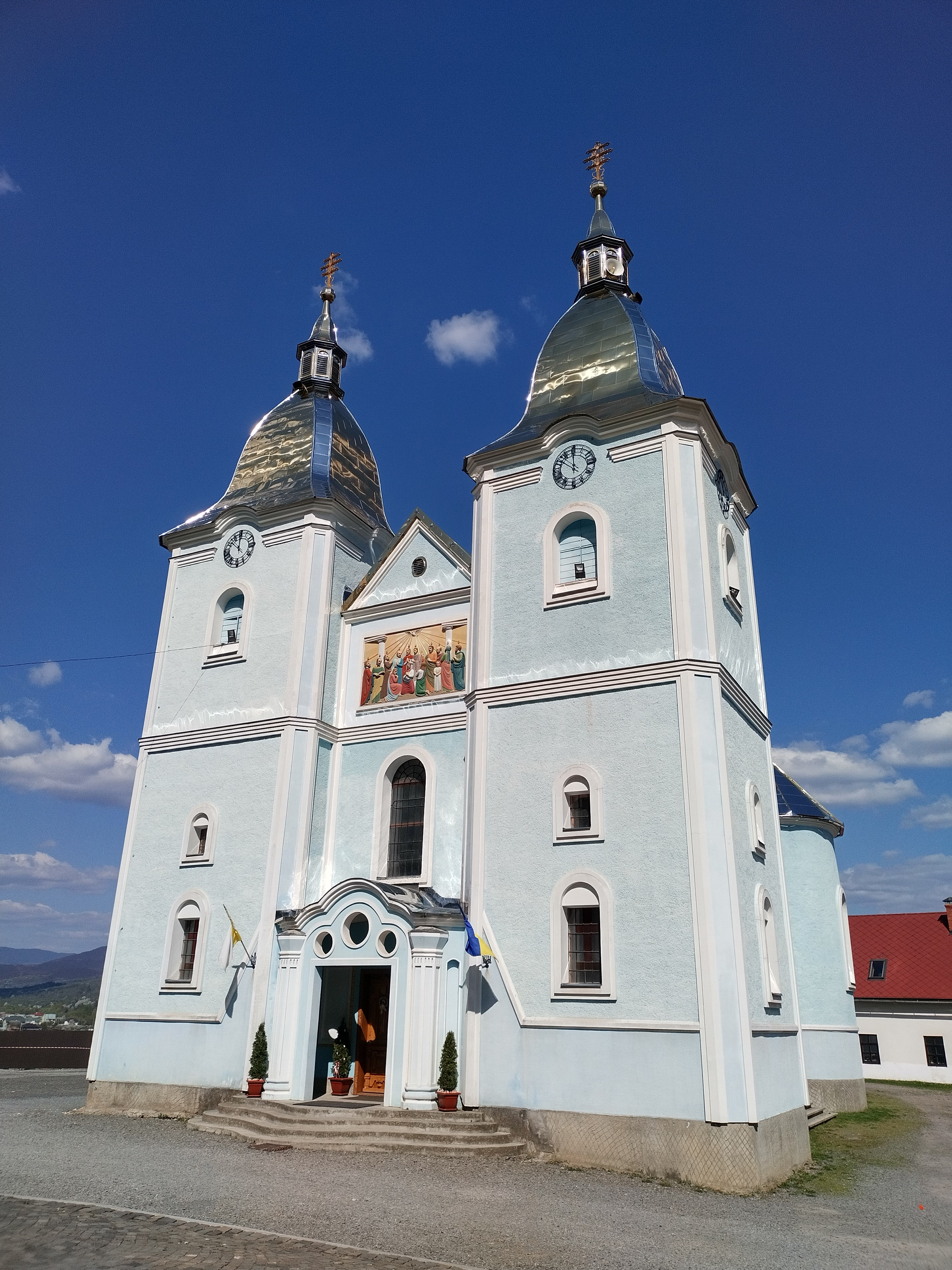
Церква
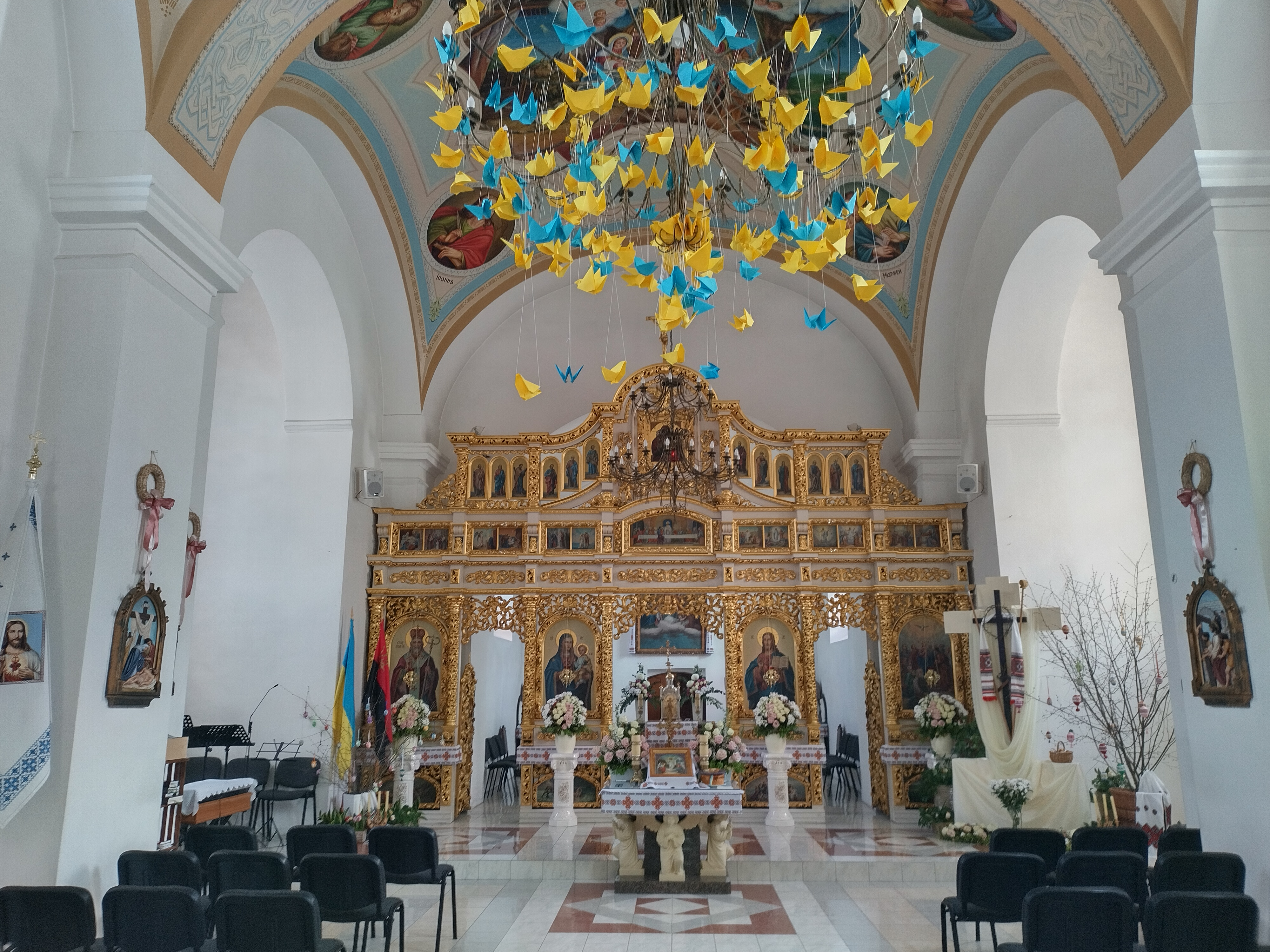
Вівтар і головний іконостас